# 炎龍騎士團II 黃金城之謎
《炎龍騎士團II 黃金城之謎》是由漢堂國際資訊公司於1995年發行的個人電腦平台回合制角色扮演遊戲，為《炎龍騎士團》系列的第二作。
遊戲在初期發售時，有搭配附贈限量製作的紙雕座鐘、作為促銷手法。
2014年由併購漢堂國際的智冠科技總公司成立專案小組，于2014年7月30號起在行動裝置先後推出 『 炎龍騎士團II 黃金城之謎』 的iOS與Android版，並命名為『炎龍騎士團2 懷舊板』， 售價60元 ，其中包含簡易攻略,絕版設定集,音樂集等。

## 作品背景

### 劇情
此遊戲的故事舞台架構在前作「羅特帝亞王國」隔海旁的「馬拉大陸」上，以及在遠古時代中，曾有著具備著高文明的古代人建構了能漂浮在空中的要塞堡壘「黃金城」。
故事主角則為由前作人物羅特帝亞王子「雷特」，擊敗邪神的大戰後所扶養的男孩「索爾」。在索爾成年後，原先以為非正統王室血統的他並不會繼承羅特帝亞的王位，但因雷特器重索爾的英武而執意要將王位繼承給他。得知必須負起王位的責任而悶悶不樂的索爾，便與兒時玩伴的王國騎士「亞雷斯」一同到外頭散心。
之後在王城外的索爾及亞雷斯，遇到一名失去記憶的神秘少女「悠妮」。而索爾一行人從悠妮的言行中便猜測她應是來自於隔海的馬拉大陸，便決定發起將悠妮護送回馬拉大陸的冒險旅程。但索爾卻殊不知，悠妮的來歷與傳說的黃金城有著密切的關聯。

### 角色
在遊戲角色種族方面，《炎龍騎士團2》除保留前作《炎龍騎士團 邪神之封印》原先擁有的人類、精靈、魔族外，另多出獸人、豹人、龍人、上古文明機兵等更多樣化的內容。
而在可供玩家操控的人物角色數量方面裡，《炎龍騎士團2》為《炎龍騎士團》單人遊戲版系列中最多數的一款作品。
另《炎龍騎士團2》新增了若符合特定條件，便能讓一些隱藏的角色加入我方陣容的玩法，並增加與前作所沒有的與其它NPC角色互動的內容。

## 遊戲方式
玩法與前作《炎龍騎士團 邪神之封印》同為回合制的戰略遊戲，而《炎龍騎士團2》另增加前作所沒有的若符合指定的條件後、便能讓角色使用的隱藏升級職業，以及一些特定角色才能使用的特殊攻擊招式或魔法。
在各關卡的遊戲地圖中，則新加了可讓玩家去奪取增加財物的寶箱。而在通過關卡後的商店街裡，也追加只要玩家能輸入指定的暗藏密碼、便能去購買較高等級物品的秘密商店。
遊戲結局方面《炎龍騎士團2》同樣採取為雙結局制，而決定劇情走向的方法是玩家在遊戲過程中是否有獲得到影響結局的指定物品。

## 開發成員
- 總監：趙浩然
- 原作：李永治
- 造型：王樑華
- 動畫：羅元聰
- 地圖：王樑華
- 人物、戰鬥畫面：王樑華、蕭敏男
- 人物彩稿：侯松得
- 戰場編輯：林仁川
- 戰鬥背景：王樑華、蔡佳玲
- 視覺動畫：王樑華
- 音效：林仁川、王樑華
- 海報編製：侯松得
- 手冊編寫：葉明璋
- 宣傳：曾一正

## 榮譽
- 1996年娛樂多媒體展：最佳戰略類遊戲獎[5]

## 重製版本
1998年10月漢堂國際資訊將《炎龍騎士團II 黃金城之謎》與另一套炎龍系列作品《炎龍騎士團 邪神之封印》，合併成光碟版重新發行。
在該光碟版本中能讓玩家直接在Windows環境下安裝《炎龍騎士團2》，並且取消先前軟碟片版中需輸入密碼才可進行遊戲的保護機制。
而光碟版中另挑選《炎龍騎士團2》中四首遊戲配樂、重新編譯錄製成CD音軌，因此可讓購買者直接在一般CD播放器下聆聽。
行動裝置版本：
2014年由智冠科技公司在行動裝置上先後推出 『 炎龍騎士團II 黃金城之謎』iOS與Android版，並命名為『炎龍騎士團2 懷舊板』， 售價60元 ，其中包含簡易攻略 絕版設定集 、音樂集等附加功能。